# Seututie 181
Pour les articles homonymes, voir Route 181.
La route régionale 181 (finnois : Seututie 181) est une route régionale allant de Kemiö à Kemiönsaari jusqu'à Tarvasjoki à Lieto en Finlande,,.

## Présentation
La seututie 181 est une route régionale de Finlande-Propre.

## Parcours
- Kemiö, Kemiönsaari
- Sauvo (26,6 km)
- Paimio (40,7 km)
- Tarvasjoki, Lieto (52,2 km)